# Iglesia de la Natividad (Mejorada del Campo)
La iglesia de la Natividad es un inmueble de la localidad española de Mejorada del Campo, en la provincia de Madrid.

## Descripción
La iglesia se encuentra bajo la advocación de la Natividad y su construcción original podría remontarse a comienzos del siglo XVI o al siglo XVII. Aparece descrita en la Historia de Madrid y de los pueblos de su provincia (1921) de Juan Ortega Rubio de la siguiente manera:

La antigua y espaciosa iglesia parroquial de la Natividad, debió construirse a comienzos del siglo XVI y encierra bellezas artísticas de primer orden. Las dos pilas de agua bendita son, como dice Ponz, dignas de catedral (1). En la magnífica capilla de San Fausto, que se halla en el lado del Evangelio y fué fundada en el año 1699 por D. Cayetano Fernández del Campo, marqués de la Mejorada, está —según de antiguo se cuenta— el cuerpo del mencionado San Fausto. Merecen verse, tanto las caprichosas esfinges que sostienen la urna donde se hallan las venerables cenizas, como las pilas pequeñas de agua bendita que hay en la capilla. Estas pilas son de ágata. Pueden calificarse de regulares las obras escultóricas y pictóricas que adornan dicha capilla. Un cuadro que existe en la sacristía y representa la Huída a Egipto es —si damos crédito a Ponz— de lo bueno de Lucas Jordán (2). El curato se le considera de segundo ascenso.
(Ortega Rubio, 1921, p. 59)

Unida al templo se encuentra la capilla de San Fausto, declarada bien de interés cultural en 1997.